# Ratinan stadion
Ratinan Stadion – wielofunkcyjny stadion, położony w mieście Tampere, Finlandia. Oddany został do użytku w 1965 roku. Swoje mecze na tym obiekcie rozgrywa zespół Tampere United. Jego pojemność wynosi 17 000 miejsc.
17 maja 2014 na stadionie została rozegrana runda Grand Prix. Były to pierwsze zawody tej rangi w Finlandii. Zawody te odbędą się również 16 maja 2015 roku.